# Podział administracyjny Mali

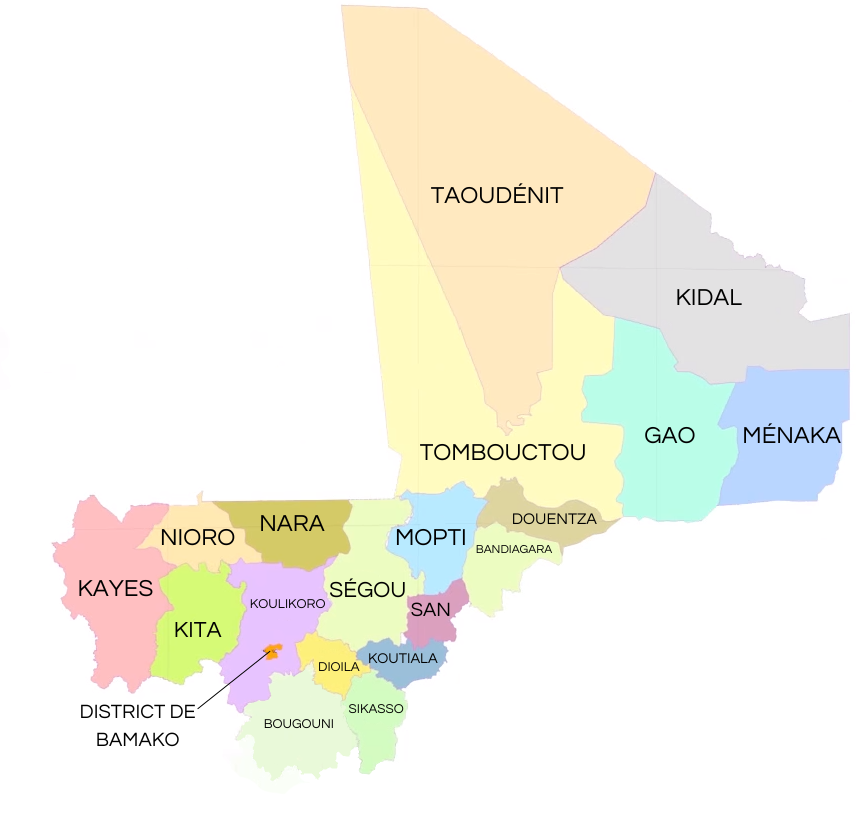
Regiony od 2023 roku

Mali od 2016 r. podzielone było na 10 regionów oraz dystrykt stołeczny. W 2023 r. w życie wszedł nowy podział, w ramach którego dodano 9 nowych regionów. Regiony dzielą się z kolei na okręgi (cercles), których łącznie jest w całym kraju 49. Najniższym szczeblem administracji lokalnej, występującym w okręgach oraz w dystrykcie stołecznym, są arrondissements.

## Regiony
1. Region Stołeczny Bamako
2. Gao
3. Kayes
4. Kidal
5. Koulikoro
6. Mopti
7. Ségou
8. Sikasso
9. Timbuktu
10. Taoudénit
11. Ménaka
12. Bougouni
13. Dioïla
14. Nioro
15. Koutiala
16. Kita
17. Nara
18. Bandiagara
19. San
20. Douentza